# Tripropylsilan
Tripropylsilan ist eine chemische Verbindung aus der Gruppe der siliciumorganischen Verbindungen.

## Gewinnung und Darstellung
Tripropylsilan wurde zuerst 1881 durch C. Pape mittels Umsetzung von Trichlorsilan mit Dipropylzink bei 150 °C in einem zugeschmolzenen Glasrohr dargestellt.
{\displaystyle {\ce {2HSiCl3{}+3Zn(CH2CH2CH3)2->[\mathrm {150~{}^{\circ }C} ]2HSi(CH2CH2CH3)3{}+3ZnCl2}}}

## Eigenschaften
Tripropylsilan ist eine farblose Flüssigkeit mit einem Flammpunkt von 43 °C.